# Zamarada opposita
Zamarada opposita là một loài bướm đêm trong họ Geometridae.